# Hannes Wegener

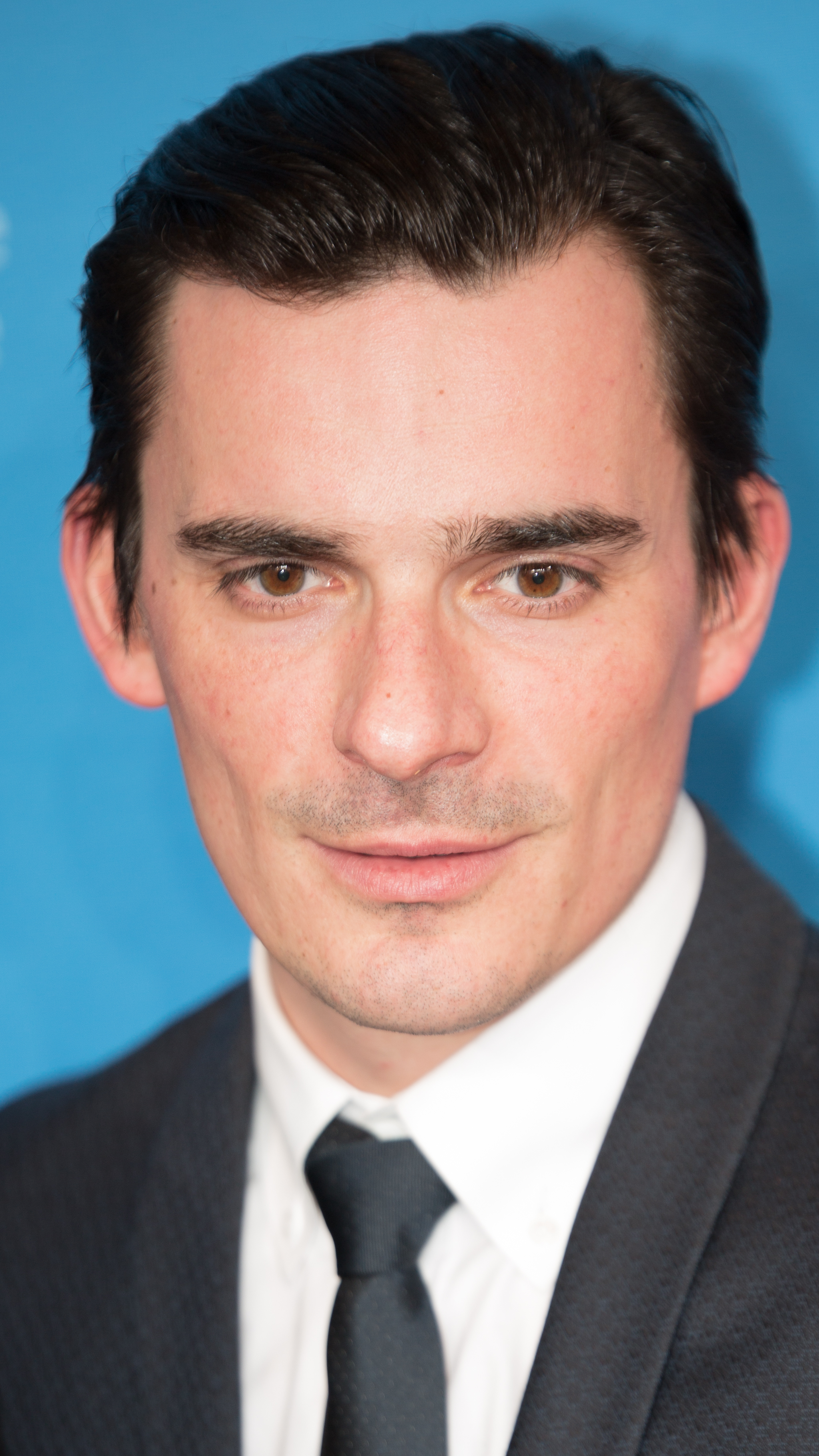
Hannes Wegener auf der Berlinale 2017

Hannes Wegener (* 2. September 1980 in Potsdam) ist ein deutscher Schauspieler.

## Leben und Wirken
Hannes Wegener wuchs in Potsdam-Babelsberg auf. Bereits in Kinderjahren sammelte er erste Erfahrungen beim Theater und Film. Sein Kino-Debüt gab er in Andreas Kleinerts Verlorene Landschaft (1992). Es folgte die Hauptrolle im ZDF Kinderfilm Geheim – oder was?! (1994).
Von 2003 bis 2007 studierte Wegener Schauspiel an der Filmhochschule Konrad Wolf in Babelsberg, wo er u. a. von Egon Günther seine Ausbildung erhielt. Wegener gastierte im Maxim-Gorki-Theater Berlin von 2007 bis 2009 für das 4 Personen-Stück Herr Tod lädt nicht ein aber wir kommen trotzdem unter der Regie von Nora Schlocker in einer der Hauptrollen als Kleist.
2008 spielte Wegener seine erste Kino-Hauptrolle in Résiste – Aufstand der Praktikanten von Jonas Grosch an der Seite von Katharina Wackernagel. Es folgten Rollen in Kinofilmen von Tom Tykwers Drei, in Robert Thalheims Westwind, in Matthias Glasners This Is Love, in Hans Weingartners Die Summe meiner einzelnen Teile, in Marco Kreuzpaintners Landliebe (Premiere 2016), in Toke Constantin Hebbelns Wir wollten aufs Meer und in Uli Edels Der Baader Meinhof Komplex. 2011 verkörperte Wegener in der Doku-Fiktion Gibsy – Das Leben des Johann Rukeli Trollmann den gleichnamigen Boxer an der Seite von Hannelore Elsner, die seine Mutter spielte. 2012 spielte Wegener in hebräischer Sprache im Ensemble der Mazedonischen Kinoproduktion The Piano Room einen israelischen Hotelbesitzersohn. In Wes Andersons Grand Budapest Hotel und Steven Spielbergs War Horse hatte Wegener Gastauftritte. Unter Regie von Nicolai Max Hahn und an der Seite von Peri Baumeister, spielte Wegener die Hauptrolle in dem Independent – Liebesfilm Oregon Pine. Der Film hatte 2016 Premiere. Es folgte die Rolle des Antagonisten Loki in dem Film Offline – Dein Leben ist kein Bonuslevel, der beim Filmfestival Max Ophüls Preis in Saarbrücken 2016 uraufgeführt wurde.
Neben zahlreichen weiteren Fernsehproduktionen spielte Wegener u. a. bei der Film-Adaption Anton Tschechows Platonow die Rolle des Landarztes Dr. Nikolai Iwanowitsch Trilezki.
2017 war Wegener in Oliver Hirschbiegels Fernsehmehrteiler Der gleiche Himmel als homosexueller Lehrer zu sehen, der sich in der DDR Mitte der 1970er-Jahre gegen die Obrigkeit auflehnt.

## Werke

### Filmografie
- 1992: Verlorene Landschaft
- 1994: Geheim – oder was?! Olli in der Unterwelt (Pilotfilm)
- 1994–1995: Geheim – oder was?! (Fernsehserie)
- 2003: Wilde Jungs (Fernsehfilm)
- 2004: Pfarrer Braun – Ein verhexter Fall (Krimiserie)
- 2005: Eine Prinzessin zum Verlieben (Fernsehfilm)
- 2006: Polizeiruf 110 – Kleine Frau (Krimireihe)
- 2006: Die Liebe kommt selten allein (Fernsehfilm)
- 2006: Nathan der Weise (Fernsehfilm)
- 2008: Post Mortem – Jenseits vom Paradies (Fernsehserie)
- 2008: Der Baader Meinhof Komplex
- 2008: Alter vor Schönheit (Fernsehfilm)
- 2008: Das Echo der Schuld (Fernsehfilm)
- 2008: Gonger – Das Böse vergisst nie (Fernsehfilm)
- 2009: Der Dicke – Zwischen den Stühlen (Fernsehserie)
- 2009: Küstenwache – Tödliche Gier (Fernsehserie)
- 2009: Bis an die Grenze (Fernsehfilm)
- 2009: Résiste – Aufstand der Praktikanten
- 2009: Gefährten (Kinofilm)
- 2009: Der Kriminalist – Die vierte Gewalt (Krimiserie)
- 2009: Der Stinkstiefel (Fernsehfilm)
- 2009: Doctor’s Diary (Fernsehserie)
- 2010: Das blaue Licht
- 2010: Kongo (Fernsehfilm)
- 2010: Tatort – Bluthochzeit (Krimireihe)
- 2011: Ein mörderisches Geschäft
- 2011: Notruf Hafenkante – Der große Bluff (Fernsehserie)
- 2011: Westwind
- 2012: Polizeiruf 110 – Die Gurkenkönigin
- 2012–2014: Heiter bis tödlich: Hauptstadtrevier (Fernsehserie) als Karla
- 2013: Marie Brand und die Engel des Todes
- 2013: Wilsberg: Hengstparade (Fernsehserie)
- 2013: SOKO Stuttgart – Tödliche Karriere (Fernsehserie)
- 2014: Die Toten von Hameln
- 2013: krimi.de – Einer von uns
- 2014: Grand Budapest Hotel
- 2014: Inga Lindström – Sommerlund für immer (Fernsehreihe)
- 2015: Unter der Haut
- 2015: Alarm für Cobra 11 – Die Autobahnpolizei – Tausend Tode (Fernsehserie)
- 2015: Tatort – Freddy tanzt (Krimireihe)
- 2015: Unsichtbare Jahre
- 2015: Brandmal
- 2016: Erben und Sterben
- 2016: Polizeiruf 110 – Und vergib uns unsere Schuld
- 2016: München Mord – Kein Mensch, kein Problem (Krimireihe)
- 2016: Sanft schläft der Tod (Fernsehfilm)
- 2016: Stadtlandliebe
- 2016: Oregon Pine
- 2016: Offline – Das Leben ist kein Bonuslevel
- 2017: Dark (Fernsehserie)
- 2017: Der gleiche Himmel
- 2017: Die Pfefferkörner und der Fluch des Schwarzen Königs
- 2018: Im Wald – Ein Taunuskrimi (Fernsehreihe)
- 2018: Cecelia Ahern: Ein Moment fürs Leben (Fernsehfilm)
- 2019: Brecht
- 2019: Der Fall Collini
- 2019: Ottilie von Faber-Castell – Eine mutige Frau
- 2019: Frau Jordan stellt gleich (Fernsehserie, Folge Pick-up und PEKiP)
- 2020: Großstadtrevier (Fernsehserie, Folge Einsame Herzen)
- 2020: White Lines (Netflix, Serie, Folge 1x01)
- 2020: Die Küstenpiloten – Kleine Schwester, großer Bruder
- 2021: SOKO Hamburg (Fernsehserie, Folge Gewaltige Liebe)
- 2021: München – Im Angesicht des Krieges (Munich: The Edge of War)
- 2021: Der Palast (Fernsehserie, 6 Episoden)
- 2022: Süßer Rausch (2-teiliger Fernsehfilm)
- 2022: Babylon Berlin (Serie, Staffel 4)
- 2024: Morden im Norden (Fernsehserie, Folge Alte Schuld)
- 2024: Blind ermittelt – Tod im Palais (Der Wien-Krimi: Blind ermittelt – Totenreich)
- 2024: Blackout bei Wellmanns (Fernsehfilm)
- 2025: Tatort: Herz der Dunkelheit
- 2025: Erzgebirgskrimi – Wintermord
- 2025: Mit der Faust in die Welt schlagen
- 2025: Doppelhaushälfte (Fernsehserie, Folge Tausend Mal berührt)

### Hörspiel
- 2003: Das Türschloss von Johann Jürgens (Regie: Patrick Conley).[3]